# Carlo Della Corte
Œuvres principales
Cuor di padrone
Grida dal Palazzo d'Inverno
Il diavolo, suppongo
Carlo Della Corte, né le 22 octobre 1930 à Venise et mort le 25 décembre 2000 à Venise en Italie, est un journaliste et écrivain italien.

## Œuvre
- Pulsatilla Sexuata, éd. Sugar Editore, 1962
- I mardochei, éditions Mondadori, 1964
- Di alcune comparse, a Venezia, éd. Mondadori, 1968
- Cuor di padrone, éd. Del Ruzante, 1977 – sélection finale du prix Campiello 1977
- Grida dal Palazzo d'Inverno, éd. Mondadori – prix Stresa 1980
- Germana, éd. Mondadori, 1988,  (ISBN 978-88-04-31315-1)
- Il diavolo, suppongo, éd. Marsilio, 1990,  (ISBN 88-317-5316-9) – sélection finale du prix Campiello 1990
- E muoio disperato, éd. Marsilio, 1992  (ISBN 978-88-317-5660-0)
- Vuoto a rendere, éd. Neri Pozza, 1994  (ISBN 978-88-7305-465-8)
- Piccola apocalisse, éd. Marco, 1994  (ISBN 88-85350-34-8)
- Venezia, Elio Ciol, éd. Federico Motta, 1995  (ISBN 978-88-7179-090-9)
- A fuoco lento, éd. Supernova, 1996  (ISBN 978-88-86870-00-9)
- Magic Venice in Carnival, éd. Vianello, 1999  (ISBN 978-88-7200-068-7)
- Cubanito, éd. Manni, 2001  (ISBN 978-88-8176-188-3)
- Amor di cinema (1956-1994), éd. Comune di Venezia, 2005  (ISBN 978-88-86374-03-3)